# Kevin Cant
Pour les articles homonymes, voir Cant.
Kevin Cant (né le 11 mars 1988 à Ekeren dans la ville d'Anvers en Belgique) est un coureur cycliste belge, spécialiste du cyclo-cross et membre de l'équipe Corendon-Circus. Son frère cadet Jelle et sa sœur Sanne sont également spécialistes du cyclo-cross.

## Biographie
Kevin Cant naît le 11 mars 1988 à Ekeren, dans la ville d'Anvers, en Belgique. Son frère cadet Jelle et sa sœur Sanne sont également cyclistes.
Il est membre de Melbotech Prorace de 2010 à 2011, puis de Primator de 2012 à 2013. Il entre dans l'équipe Kwadro-Stannah en 2014, cette dernière devient Corendon-Kwadro à partir du 18 septembre 2014.

## Palmarès en cyclo-cross
- 2010-2011[1]
  - Cyclo-cross à Averbode espoirs, Averbode
  - 2e du championnat de Belgique élites sans contrat
- 2011-2012
  -  Champion de Belgique élites sans contrat
  - Cyclo-cross à Averbode espoirs, Averbode
  - 2e du championnat d'Anvers de cyclo-cross
- 2012-2013
  -  Champion de Belgique élites sans contrat
  -  Champion de la province d'Anvers de cyclo-cross
- 2013-2014
  - 3e du championnat de la province d'Anvers de cyclo-cross